# 榎本憲男
榎本 憲男（えのもと のりお、1959年 - ）は、日本の映画監督、脚本家、映画プロデューサー、小説家、シナリオアナリスト、元劇場支配人である。脚本家としてのペンネームにEN（イー・エヌ）がある。ENBUゼミナール映画監督コース講師（講座「脚本入門」）。株式会社CRG（クリエイティブ・ガーディアン）所属。

## 人物・来歴
1959年（昭和34年）、和歌山県に生まれる。和歌山県立田辺高等学校、青山学院大学卒業後、西友に入社。
1987年（昭和62年）、銀座テアトル西友（現在の銀座テアトルシネマ）のオープンを手がけ、1988年（昭和63年）、同劇場支配人に就任する。同劇場を経営する東京テアトルの各劇場に勤務のかたわら、脚本を独学で学び、1991年（平成3年）、日本アート・シアター・ギルドの名を冠した脚本賞に応募、ATG脚本賞特別奨励賞を受賞する。その後、脚本家の荒井晴彦に師事する。
1995年（平成7年）、テアトル新宿支配人に就任する。1997年（平成9年）に公開された映画『身も心も』（監督荒井晴彦）で映画プロデューサーとしてデビュー、1998年（平成10年）、同社の番組編成に異動、その後、組織上でもプロデューサーとなる。2004年（平成16年）には、小松隆志監督の『ワイルド・フラワーズ』や筒井武文監督の『オーバードライヴ』をプロデューサーとして手がけ、かつそれらの作品にEN名義でオリジナル脚本を提供し、脚本家としてもデビューする。ENBUゼミナール映画監督コース講師に就任、脚本についての教鞭をとる。
2010年（平成22年）、同社を退社、個人事務所ドゥールーを設立し、映画監督としてのデビュー作『見えないほどの遠くの空を』を製作開始、翌2011年（平成23年）、同作の配給を手がけた。同年、同作のノヴェライズを自ら執筆、同年3月4日に映画の公開に先駆けて小学館文庫から発売され、小説家としてもデビューした。2016年（平成28年）、『エアー2.0』で第18回大藪春彦賞候補となる。映画『カメラを止めるな!』（上田慎一郎監督）のシナリオ指導も行った。

## フィルモグラフィ
インターネット・ムービー・データベース、日本映画データベース、キネマ旬報映画データベース、allcinema ONLINEに掲載された一覧である。
- 身も心も（荒井晴彦監督、1997年10月18日公開） - プロデューサー
- 修羅雪姫（佐藤信介監督、2001年12月15日公開） - 製作補
- 棒たおし!（前田哲監督、2003年3月21日公開） - プロデューサー
- 1980（ケラリーノ・サンドロヴィッチ監督、2003年12月6日公開） - プロデューサー
- ワイルド・フラワーズ（小松隆志監督、2004年4月17日公開） - プロデューサー・原作・脚本（プロデューサー以外EN名義）
- オーバードライヴ（筒井武文監督、2004年10月2日公開） - プロデューサー・原作・脚本（プロデューサー以外EN名義）
- 犬猫（井口奈己監督、2004年12月4日公開） - プロデューサー
- ゴーストシャウト（塚本連平監督、2004年12月18日公開） - プロデューサー・原作・脚本・主題歌作詞（プロデューサー以外EN名義）
- アイランド タイムズ（深川栄洋監督、2006年） - 脚本（EN名義）
- さくらんぼ 母ときた道（張加貝監督、2007年） - プロデューサー
- 天国はまだ遠く（長澤雅彦監督、2008年11月8日公開） - 製作委員会
- 罪とか罰とか（ケラリーノ・サンドロヴィッチ監督、2009年2月28日公開） - 企画
- すべては海になる（山田あかね監督、2009年） - プロデューサー
- 脇役物語（緒方篤監督、2010年） - 協力プロデューサー
- 歓待（深田晃司監督、2011年4月23日公開） - コ＝エグゼクティブプロデューサー
- 見えないほどの遠くの空を（2011年6月11日公開）  - 製作・監督・脚本
- 何かが壁を越えてくる（2012年10月21日公開）  - プロデューサー・監督・脚本
- 琉球バトルロワイアル（岸本司監督、2013年11月2日公開）  - 脚本
- 森のカフェ（2015年12月12日公開）  - プロデューサー・監督・脚本

## ビブリオグラフィ
国立国会図書館OPAC-NDL検索結果による一覧である。

### 〈巡査長 真行寺弘道〉シリーズ
- 巡査長 真行寺弘道（中公文庫、2018年3月）
- ブルーロータス　巡査長 真行寺弘道（中公文庫、2018年9月）
- ワルキューレ　巡査長 真行寺弘道（中公文庫、2019年4月）
- エージェント　巡査長 真行寺弘道（中公文庫、2019年11月）
- インフォデミック　巡査長 真行寺弘道（中公文庫、2020年11月）

### 〈DASPA吉良大介〉シリーズ
- DASPA 吉良大介（小学館文庫、2020年7月）
- コールドウォー　DASPA 吉良大介（小学館文庫、2021年1月）

### 〈相棒はJK〉シリーズ
- 相棒はJK（ハルキ文庫、2021年9月）
- テロリストにも愛を　相棒はJK（ハルキ文庫、2022年5月）

### その他の小説
- ゴーストシャウト（佐々木充郭と共著、竹書房文庫、2004年12月） - EN名義
- 見えないほどの遠くの空を（小学館文庫、2011年3月）
- エアー2.0（小学館、2015年11月 / 小学館文庫、2016年10月）
- マネーの魔術師　ハッカー黒木の告白（中公文庫、2022年1月）
  - 〈巡査長真行寺弘道〉〈DASPA吉良大介〉シリーズに登場する黒木を主人公としたスピンオフ小説。
- アクション　捜査一課 刈谷杏奈の事件簿（幻冬舎文庫、2022年10月）
- サイケデリック・マウンテン（早川書房、2023年5月）
- エアー3.0（小学館、2024年9月）
  - 『エアー2.0』の続編

## 註
1. 1 2 3 4 5  Norio Enomoto、インターネット・ムービー・データベース （英語）, 2011年7月30日閲覧。
2. 1 2 3 4 5  榎本憲男 EN、日本映画データベース、2011年7月30日閲覧。
3. 1 2 3 4  榎本憲男、キネマ旬報映画データベース、2011年7月30日閲覧。
4. 1 2 3 4 5 6 7  榎本憲男、allcinema ONLINE、2011年7月30日閲覧。
5. 1 2 3 4 5 6 7 8 9 10 11  脚本・監督 : 榎本憲男、『見えないほどの遠くの空を』公式ウェブサイト、2011年7月30日閲覧。
6. 1 2 3  榎本憲男、ENBUゼミナール、2011年7月30日閲覧。
7. 1 2 3 4  榎本憲男『見えないほどの遠くの空を』、小学館（小学館文庫）、2011年3月4日、カバー表2著者紹介。
8. ↑  ヤマタネクリエイターズ
9. ↑  榎本憲男、ENBUゼミナール、2022年11月28日閲覧。
10. ↑  OPAC-NDL, 国立国会図書館、2022年11月28日閲覧。

## 関連事項
- 東京テアトル
- シナリオアナライズ （en:Scenario analysis）